# Hueyatlaco

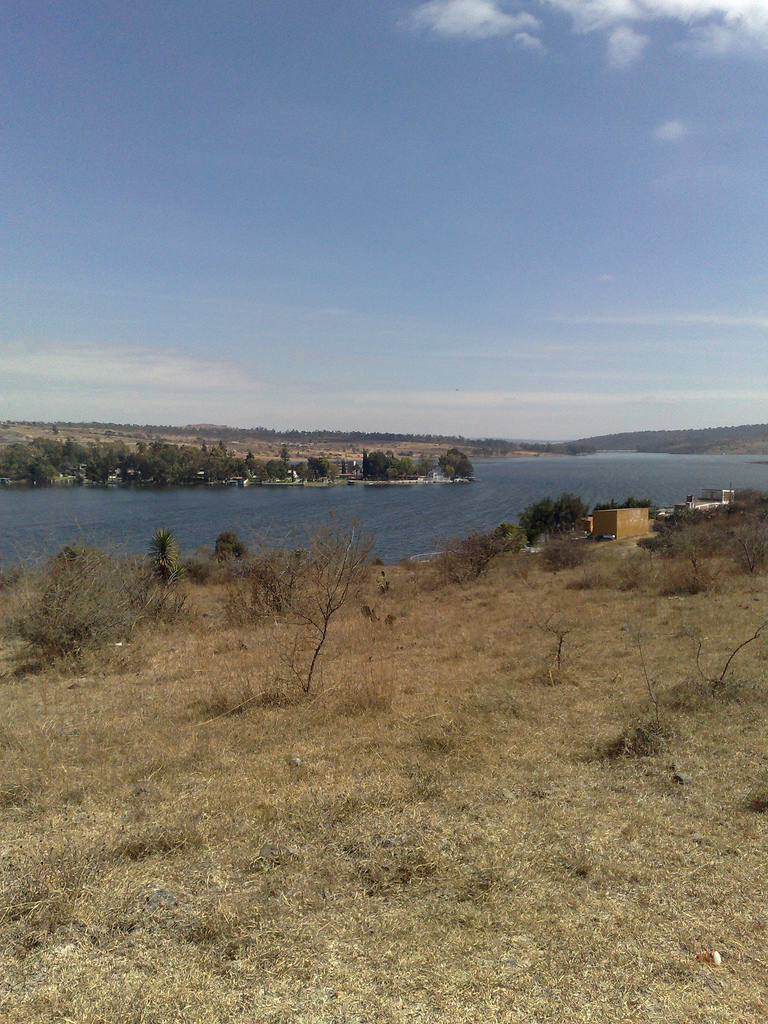
El área de Valsequillo, sitio de los hallazgos.

Hueyatlaco es un sitio arqueológico en Valsequillo (Puebla, México) donde fueron descubiertas supuestas herramientas hechas por el hombre en un estrato geológico que algunos arqueólogos han fechado hacia 250 mil años A.C.
Estos hallazgos se hallan en un orden de magnitud mucho más antiguo que la hipótesis Clovis, que ubica la migración humana entre 13 a 16 mil años A. D. Los hallazgos en Hueyatlaco han sido repudiados por un amplio sector de la comunidad científica, y ya hay poca discusión sobre el tema en el ámbito de la literatura científica.

## Reconocimiento de la excavación
Cynthia Irwin-Williams condujo un equipo de arqueólogos que excavaron por vez primera en 1962. La excavación es a menudo asociada con Virginia Steen-McIntyre debido a sus continuos esfuerzos para publicar sus hallazgos y conclusiones. Sin embargo, el sitio fue descubierto por Juan Armenta Camacho e Irwin-Williams. Steen-McIntyre se unió al equipo en 1966 en calidad de estudiante graduado, en respuesta al geólogo Harold E. (Hal) Malde. La excavación se llevó a cabo en asociación con la U.S. Geological Survey.
La región, a 75 millas al sureste de la Ciudad de México, era conocida por su abundancia en fósiles animales, e Irwin-Williams describió a Hueyatlaco como un "coto de caza" donde los animales eran cazados y descuartizados.
Las excavaciones se realizaron mediante estándares tradicionales, que incluían el aseguramiento de la zona para prevenir una invasión ilegal o accidental. Durante las excavaciones, los investigadores descubrieron numerosas herramientas de piedra. Las herramientas encontradas abarcaban de relativos implementos primitivos, a sofisticados artefactos como raederas y raspadores. La diversidad de herramientas hechas de materiales ajenos al lugar sugería que la región había sido ocupada por múltiples grupos en un lapso considerable de tiempo.

## Controversia inicial
En 1967, José Luis Lorenzo del Instituto Nacional de Antropología e Historia arguyó que los implementos habían sido plantados en el lugar por trabajadores locales de tal forma que era imposible determinar cuáles artefactos fueron descubiertos in situ y cuales fueron plantados. Irwin-Williams replicó que las aseveraciones maliciosas de Lorenzo no tenían fundamento. Por lo tanto, en 1969 Irwin-Williams, citó declaraciones en apoyo de tres prominentes arqueólogos y antropólogos (Richard MacNeish, Hannah Marie Wormington and Frederick A. Peterson) quienes cada quien visitaron el sitio y dieron crédito a la integridad de las excavaciones y el profesionalismo de la metodología del grupo.

## Publicación de los primeros datos
A mediados de 1969,  Szabo, Malde y Irwin-Williams publicaron sus primeros resultados sobre datación del sitio de la excavación. Las herramientas de piedra fueron descubiertas in situ en un estrato que solo contenía restos animales. Los resultados del examen de radiocarbono de los restos de animales arrojaron una edad de 35 mil años AP. La datación por uranio arrojó una edad de 260 mil años AP (+/-60 mil).
Los autores admitieron que no tenían una conclusión definitiva para el anómalo resultado. Sin embargo, Malde sugirió que el estrato con herramientas había sido posiblemente erosionado por un antiguo arroyo, revolviendo así estratos antiguos con recientes y complicando la datación.

## Intentos para resolver la anomalía
En 1973, Steen-MacIntyre, Malde y Roald Fryxell regresaron a Hueyatlaco para reexaminar el estrato geográfico y determinar más exactamente la edad del estrato de herramientas. Fueron capaces de excluir la hipótesis del arroyo de Malde. Más aún, el equipo llevó a cabo un análisis exhaustivo de las cenizas y piedras volcánicas del sitio de la excavación original y de la región a su alrededor. Usando el método de zirconio para fechar, el geoquímico C.W. Naeser fechó muestras de ceniza del estrato de herramientas de Hueyatlaco hasta una antigüedad de 370,000 años, con un margen de error de 200,000 años.
La confirmación de una anómala edad tan distante de población humana en Hueyatlaco condujo a un conflicto entre Irwin-Williams y los otros miembros del equipo. Malde y Fryxell anunciaron sus hallazgos en una reunión de la Sociedad Americana de Geología, admitiendo que no podían explicar los resultados anómalos. Irwing-Williams respondió calificando sus hallazgos como una "irresponsabilidad". Dado el margen sustancial de error para los hallazgos por zirconia, y el entonces novedoso método de datación por uranio, Irwin-Williams aseveró que Hueyatlaco no había sido fechado con exactitud para su satisfacción.

## Retrasos
Posteriormente, el equipo de excavación discutió,  sobre cómo proceder sobre los hallazgos de Hueyatlaco. Malde y Steen-McIntyre deliberaban sobre si los hallazgos de hace 200 mil eran válidos, mientras Irwin-Williams discutía a favor de una fecha más reciente, aunque todavía controversial, de 20 mil de antigüedad. Webb y Clarck, sugieren que promover una fecha de 20 mil años es "particularmente perpleja" debido a que no tenía el soporte de ninguna evidencia.
Los retrasos obligaron a Steen-McIntyre a escribir para su doctorado un ensayo ya no para Hueyatlaco, sino sobre la datación de ceniza volcánica en estratos geográficos. A pesar de conducir las excavaciones originales, Irwin-Williams nunca publicó un reporte final sobre el sitio.

## Publicaciones de 1981
En 1981, el periódico Quaternary Research publicó un documento por Steen-McIntyre, Fyxell y Malde que defendía una distante edad anómala de habitación humana en Hueyatlaco. El documento reportaba los resultados de cuatro pruebas independientes y sofisticadas: la prueba de uranio-torium, la de trazas de fisión, y la de tefra hidratación y de intemperización de minerales, para determinar la fecha de los artefactos. Estas pruebas validaron una fecha de 250 mil años AP para los artefactos de Hueyatlaco. Como apuntaron: 

La evidencia mostrada consistentemente indica que el sitio de Hueyatlaco tiene una antigüedad de 250 000 años. Aquellos quienes hemos trabajado en los aspectos geológicos de Valsequillo, muy a nuestro pesar, sabemos que una edad tan grande impone un diléma arqueológico [...] En nuestra opinión los resultados reportados aquí amplian una ventana de tiempo en la cual serias investigaciones de la edad del Hombre en el Nuevo Mundo deberían ser discutidas. Continuaremos analizando criticamente toda la información, incluida la nuestra.

## Consecuencias
En una carta a Quaternary Research, Irwin-Williams objetó varios puntos en el artículo de Steen-McIntyre et al.; Malde y Steen-McIntyre respondieron rebatiendo cada punto. 
Steen-McIntyre apunta que algunos miembros del equipo original fueron acosados, y señalados de incompetentes, o vieron sus carreras obstaculizadas debido al haber estado involucrados en una investigación anómala.
En 1996, Steen-McIntyre apareció en un especial de televisión El Misterioso origen del Hombre. Narrado por Charlton Heston, el programa detallaba una variedad de teorías que contradecían o desafiaban el consenso científico acerca del génesis de la humanidad y su desarrollo. Frank Steiger, dio una refutación del programa, incluyendo las declaraciones de Steen-McIntyre, sobre una mesa de discusión. Sin embargo, la refutación de Steiger afirma que Steen-McIntyre descubrió una punta de lanza en Nuevo México en lugar de múltiples artefactos en México. No está claro si el error fue de Steiger, o una falsa afirmación en el especial de televisión. Más aún, la refutación de Steiger no hace mención de los documentos revisados por pares que parecen apoyar la anómala antigüedad del estrato de herramientas en Hueyatlaco. Repitiendo, es incierto si el programa fracasó al detallar los hallazgos de Steen-McIntyre o si la refutación de Steiger estuvo incompleta.
Una investigación bioestatigráfica del especialista Sam VanLandingham ha publicado dos análisis revisados por pares que confirman los hallazgos de hace 250 mil años del estrato que contiene herramientas. Su análisis de 2004 encontró que las muestras de Hueyatlaco podrían ser datadas al periodo interglacial Sangamoniano hace aprox. 80 mil a 220 mil años, por la presencia de múltiples especies de diatomea, una de las cuales apareció por primera vez durante este periodo y otras que se extinguieron al final del mismo, el documento del año 2006 de VanLandingham, reconfirma sus hallazgos de 2004.